# Крученко, Иван Григорьевич
Иван Григорьевич Крученко (18 марта 1919 — 15 марта 2001) — командир взвода 61-й отдельной гвардейской разведывательной роты (58-я гвардейская стрелковая Красноградско-Пражская ордена Ленина дважды Краснознамённая ордена Суворова дивизия, 34-й гвардейский стрелковый корпус, 5-я гвардейская армия, 1-й Украинский фронт), гвардии младший сержант, участник Великой Отечественной войны, кавалер ордена Славы трёх степеней.

## Биография
Родился 18 марта 1919 года в селе Малёванка (Хмельницкая область) ныне Шепетовского района Хмельницкой области (Украина) в крестьянской семье. Украинец. В 1933 году окончил 7 классов. Переехал в село Новоселка ныне Голованевского района Кировоградской области. Работал в колхозе трактористом.
В Красной Армии – с 21 ноября 1939 года. Службу проходил на Дальнем Востоке в военно-строительном батальоне. С ноября 1942 года – в действующей армии. Воевал на Юго-Западном и Южном фронтах в составе 383-го (с 20 июня 1943 года – 107-й гвардейский) истребительно-противотанкового артиллерийского полка в должности командира орудия. Принимал участие в Сталинградской битве и Донецкой наступательной операции.
31 июля 1943 года гвардии сержант Крученко, отражая атаку танков и пехоты противника, под артиллерийским и миномётным обстрелом не прекращал ведение огня и подбил немецкий танк. Продолжал стрельбу по атакующему противнику до тех пор, пока орудие и расчёт не были выведены из строя. Приказом командира полка награждён медалью «За боевые заслуги».
1 сентября 1943 года Крученко при выполнении боевой задачи пропал без вести. Выяснилось, попал в плен 12 сентября того же года сбежал из лагеря военнопленных и скрывался на временно оккупированной территории. С марта 1944 года – снова в действующей армии. Воевал на 2-м и 1-м Украинских фронтах в составе 61-й отдельной гвардейской разведывательной роты 58-й гвардейской стрелковой дивизии. Принимал участие в Одесской, Львовско-Сандомирской, Сандомирско-Силезской, Нижнесилезской, Верхнесилезской, Берлинской и Пражской наступательных операциях.
На Сандомирском плацдарме в районе села Хжанув (ныне Буский повят Свентокшиского воеводства, Польша) разведчик 61-й отдельной гвардейской разведывательной роты в ночь на 2 октября 1944 года с группой разведчиков скрытно преодолел заграждения противника, ворвался в траншею и в ходе боя подорвал блиндаж, уничтожил 6 гитлеровцев, взял «языка», давшего впоследствии ценные сведения. 
Приказом командира 58-й гвардейской стрелковой дивизии от 29 октября 1944 года гвардии красноармеец Крученко Иван Григорьевич награждён орденом Славы 3-й степени.
В ходе Варшавско-Познанской наступательной операции в ночь на 23 января командир отделения Крученко во главе группы в 28 человек форсировал реку Одер в районе села Деберн (ныне Добжень-Вельки, Опольский повят Опольского воеводства) и атаковал позиции противника. Уничтожив до 100 солдат противника и захватив 18 в плен, группа овладела населённым пунктом и закрепилась на достигнутом рубеже. В результате боя были захвачены 3 автомобиля с боеприпасами и продовольствием и 12 станковых и ручных пулемётов. Отбив три контратаки противника, разведчики удержали плацдарм до подхода основных сил.
Приказом командующего 5-й гвардейской армией от 24 марта 1945 года гвардии ефрейтор Крученко Иван Григорьевич награждён орденом Славы 2-й степени.
В ходе Берлинской наступательной операции в ночь на 30 апреля 1945 года в ходе разведки обнаружил крупные силы противника на правом берегу реки Эльба у населённого пункта Зейслиц (северо-западнее города Майсен, Германия), о чём доложил командованию. Заняв оборону, разведчики сорвали атаку противника, уничтожив до 30 гитлеровцев. В течение дня взвод отбил несколько контратак противника, уничтожив много солдат и офицеров, 2 БТР и удержал рубеж до подхода основных сил.
Указом Президиума Верховного Совета СССР от 27 июня 1945 года за образцовое выполнение боевых заданий командования на фронте борьбы с немецкими захватчиками и проявленные при этом доблесть и мужество гвардии младший сержант Крученко Иван Григорьевич награждён орденом Славы 1-й степени.
В мае 1945 года старшина Крученко демобилизован. Вернулся в родные края. В 1957 году окончил Житомирский техникум механической обработки древесины. Жил в городе Хмельницкий (Украина). Работал заведующим вещевым складом в воинской части.
Умер 15 марта 2001 года.

## Награды
- Орден Отечественной войны I степени (11.03.1985)[8]
- Полный кавалер ордена Славы:
  - орден Славы I степени (27.06.1945)[9];
  - орден Славы II степени (24.03.1945)[10];
  - орден Славы III степени (29.11.1944)[11];
- медали, в том числе:
  - «За боевые заслуги» (15.08.1943)[12];
  - «За оборону Сталинграда» (9.06.1945)>;

- - «В ознаменование 100-летия со дня рождения Владимира Ильича Ленина» (6 апреля 1970)
  - «За победу над Германией в Великой Отечественной войне 1941—1945 гг.» (9 мая 1945[13])[14];
  - «За взятие Берлина» (9.5.1945);
  - «За освобождение Праги» (9.05.1945)[15];
  - «20 лет Победы в Великой Отечественной войне 1941—1945 гг.» (7 мая 1965[16])
  - «30 лет Победы в Великой Отечественной войне 1941—1945 гг.»[17]
  - 40 лет Победы в Великой Отечественной войне 1941—1945 гг.[18]
  - Юбилейная медаль «50 лет Победы в Великой Отечественной войне 1941—1945 гг.»
  - «30 лет Советской Армии и Флота»[19]
  - «40 лет Вооружённых Сил СССР»[20]
  - «50 лет Вооружённых Сил СССР» (26 декабря 1967[21])
- Знак «25 лет победы в Великой Отечественной войне» (1970)

## Память
- На могиле установлен надгробный памятник.
- Его имя увековечено в Главном Храме Вооружённых сил России, и навсегда запечатлено на мемориале «Дорога памяти»[22].